# Nikolaj Brjuchanov

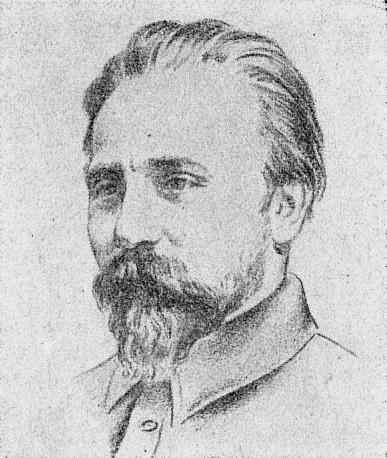
Nikolaj Brjuchanov.

Nikolaj Pavlovitj Brjuchanov, född 28 december 1878 och död 1 september 1939, var en rysk kommunistisk politiker.
Brjuchanov reglerade för deltagande i den studentrevolutionära rörelsen för Moskvas universitet först 1899 och sedan 1901. 1904 anslöt han sig till den ryska kommunisternas bolsjevistiska grupp och deltog i dess organisationer. Brjuchanovs erfarenhet i ekonomiska frågor mrdörde hans utnämning till folklivsmedelskommissarie i Ryska SFSR och 1923 i Sovjetunionen. 1926 utnämndes han till finanskommissarie. Brjuchanov utgav flera arbeten som Sovjetunionens stadsbugetar 1925/26 och 1926/27.